# 月刊少年コミック
『月刊少年コミック』（げっかんしょうねんコミック）は、かつて少年画報社が刊行していた日本の月刊少年漫画雑誌。

## 概要
1989年7月創刊。少年画報社としては『少年KING』休刊の翌年に創刊した少年誌であるが、『少年KING』の後継誌というコンセプトは特に見られず、『少年KING』から引き継いで連載される作品はなかった。その一方で、不良漫画を常時掲載しているという点では『少年KING』の路線を踏襲している。新創刊より一年に満たず、1990年3月休刊。
当時の少年画報社にとって唯一の少年誌となっており、また本誌が同社最後の少年雑誌でもあった。本誌出身の漫画家としては、『Hey!リキ』でデビューを果たした髙橋ヒロシがおり、同作品を原案として永田晃一作画で『ヤングキング』にてリメイクが連載された。
単行本は1970年代以降の同社の総合レーベル「ヒットコミックス」にて刊行。本誌掲載作品の単行本では背表紙のデザインが他と異なり、表紙には「少年コミックス」と表記される。

## 主な掲載作品
- Hey!リキ（髙橋ヒロシ）
- ガソリン番長（松村努）
- 電光セッカ（阿部一彦）
- ボクらの甲子園（おおつぼマキ）
- ほんとにいいの?（山田こうすけ）
- 花森高校柔道部（作：牛次郎 / 画：緒方宙夢）
- 殴てまえ竜（ビッグ錠）
- 天空戦記シュラト（原案：美原轟 / 画：河本ひろし）
- ファンキーボーイズ（小林かずお）
- ワンダー・キッド（田中啓二）
- コトブキくん（西昭夫）
- キレタ先生（コマンドー力丸）
- 爆発テレビジョン（あおやま英雄）